# Troy Corser
Troy Corser (* 27. November 1971 in Wollongong, New South Wales) ist ein ehemaliger australischer Motorradrennfahrer.
Corser gewann 1996 auf einer Ducati 916 im österreichischen Privatteam Promotor Racing von Alfred Inzinger als erster Australier die Superbike-Weltmeisterschaft.
2009 und 2010 trat er zusammen mit Rubén Xaus im offiziellen BMW-Werksteam in der Superbike-WM an. Auch 2011 ging er gemeinsam mit dem neuen Teamkollegen Leon Haslam wieder als BMW-Werksfahrer an den Start. Zum Saisonende 2011 erklärte Corser nach insgesamt 374 Rennen in der Superbike-WM seinen Rücktritt.

## Statistik

### Erfolge
- 1990 – Australian Production Championship 250 cm³, Meister
- 1993 – Australian Superbike Championship, Winfield Honda, Meister
- 1994 – AMA Superbike Championship, Fast by Ferracci Ducati, Meister
- 1996 – Superbike-Weltmeister auf Ducati
- 2005 – Superbike-Weltmeister auf Suzuki

### Ehrungen
- Aufnahme in die Australian Motorsport Hall of Fame[7]

### In der Motorrad-Weltmeisterschaft
| Saison | Klasse  | Motorrad | Rennen | Siege | Zweiter | Dritter | Poles | Schn. Runden | Punkte | Ergebnis |
| ------ | ------- | -------- | ------ | ----- | ------- | ------- | ----- | ------------ | ------ | -------- |
| 1997   | 500 cm³ | Yamaha   | 7      | –     | –       | –       | –     | –            | 11     | 23.      |
| Gesamt | Gesamt  | Gesamt   | 7      | 0     | 0       | 0       | 0     | 0            | 11     |          |

### In der Superbike-Weltmeisterschaft
| Saison | Team                                                     | Motorrad          | Rennen | Siege | Zweiter | Dritter | Poles | Schn. Runden | Punkte | Ergebnis    |
| ------ | -------------------------------------------------------- | ----------------- | ------ | ----- | ------- | ------- | ----- | ------------ | ------ | ----------- |
| 1992   | Peter Jackson Yamaha Racing/ Marlboro Yamaha Dealer Team | Yamaha FZR 750    | 4      | –     | –       | –       | –     | –            | 14     | 34.         |
| 1994   | Ducati Corse Virginio Ferrari                            | Ducati 916        | 8      | –     | 2       | 3       | –     | 2            | 90     | 11.         |
| 1995   | Promotor Racing                                          | Ducati 916        | 24     | 4     | 5       | 6       | 4     | 4            | 339    | 2.          |
| 1996   | Promotor Power Horse                                     | Ducati 916        | 24     | 7     | 5       | 1       | 5     | 9            | 369    | Weltmeister |
| 1998   | Ducati ADVF                                              | Ducati 916        | 21     | 2     | 7       | 5       | 7     | 2            | 328,5  | 3.          |
| 1999   | Ducati Performance                                       | Ducati 996        | 26     | 3     | 7       | 3       | 5     | 6            | 361    | 3.          |
| 2000   | Aprilia Racing                                           | Aprilia RSV Mille | 25     | 5     | –       | 3       | 4     | 4            | 310    | 3.          |
| 2001   | Virgilio Aprilia Axo                                     | Aprilia RSV Mille | 25     | 2     | 3       | 5       | 3     | 4            | 284    | 4.          |
| 2003   | Foggy Petronas Racing                                    | Petronas FP1      | 23     | –     | –       | –       | –     | –            | 107    | 12.         |
| 2004   | Foggy Petronas Racing                                    | Petronas FP1      | 22     | –     | 1       | –       | 2     | –            | 146    | 9.          |
| 2005   | Team Alstare Suzuki Corona Extra                         | Suzuki GSX-R 1000 | 23     | 8     | 5       | 5       | 4     | 7            | 433    | Weltmeister |
| 2006   | Team Alstare Suzuki Corona Extra                         | Suzuki GSX-R 1000 | 24     | 2     | 4       | 3       | 4     | 2            | 254    | 4.          |
| 2007   | Yamaha Motor Italia                                      | Yamaha YZF-R 1    | 25     | –     | 3       | 6       | 2     | 2            | 296    | 5.          |
| 2008   | Yamaha Motor Italia WSB Team                             | Yamaha YZF-R 1    | 28     | –     | 5       | 8       | 2     | 2            | 342    | 2.          |
| 2009   | BMW Motorrad Motorsport                                  | BMW S 1000 RR     | 25     | –     | –       | –       | –     | 1            | 96     | 13.         |
| 2010   | BMW Motorrad Motorsport                                  | BMW S 1000 RR     | 24     | –     | –       | 2       | 1     | –            | 165    | 11.         |
| 2011   | BMW Motorrad Motorsport                                  | BMW S 1000 RR     | 23     | –     | –       | –       | –     | –            | 87     | 15.         |
| Gesamt | Gesamt                                                   | Gesamt            | 374    | 33    | 47      | 50      | 43    | 45           | 4021,5 | 2 WM-Titel  |

## Privates
Troy Corser ist verheiratet mit Samantha, die ihn mit den gemeinsamen Kindern zu fast jedem seiner Superbike-WM Rennen begleitete. Die Familie lebt zurzeit im Fürstentum Monaco.

## Verweise